# Самодурова, Зинаида Гавриловна
Зинаи́да Гаври́ловна Самоду́рова (25 октября 1931 Москва — 4 сентября 2001) советский и российский византинист и историк, кандидат исторических наук (1968).

## Биография
Родилась в семье служащего. В 1955 г. с отличием окончила исторический факультет МГУ, после была направлена на работу учительницей истории в село Лопатино (Пензенская область). В 1956 г. поступила в аспирантуру Института истории АН СССР. После окончания была зачислена в сектор истории Византии. В 1968 году защитила диссертацию на тему: «Малые византийские хроники и их культурно-историческое значение».

## Научная работа
Сфера научных интересов Зинаиды Гавриловны — греческая палеография и источниковедение, проблемы культуры, науки и образования в Византии. Зинаида Гавриловна изучала малые византийские хроники и серия ее статей, посвященных их исследованию, явилась серьезным вкладом в отечественное византиноведение. В 1961 году 3. Г. Самодурова издала рукопись Малой Хроники Петра Александрийского из библиотеки Московского университета и написала ценное исследование не только об этом памятнике, но и о других аналогичных произведениях греческой хронографии. Она пришла к важному выводу, что малые хроники (как особый вид литературы) применялись в Византии для преподавания. Это объясняет их широкое распространение и наличие солидной рукописной традиции.
Ее перу также принадлежат главы по проблемам науки и образования в двух томах коллективного труда «Культура Византии» и раздел «Роль византийской школы в организации системы обучения в окружающих империю странах в VII—XII вв.» коллективного труда «Византия между Западом и Востоком». В последние годы Зинаида Гавриловна увлеченно работала над монографией «Школы и система образования в Византии VII—XII вв.».
Зинаида Гавриловна была участником многих международных конгрессов, конференций, симпозиумов. Ее доклады неизменно получали высокую оценку специалистов, а ее вклад в научную организацию различных научных мероприятий во многом способствовал их успеху.

## Публикации

#### Отдельные издания
- Самодурова З. Г. Малые византийские хроники и их культурно-историческое значение: Автореферат диссертации на соискание ученой степени кандидата исторических наук / АН СССР. Институт истории. — М., 1968. — 36 с.

#### Разделы в совместных работах
- Культура Византии. IV — первая половина VII в. — М.: «Наука», 1984. — 725 с. (разделы «Естественнонаучные знания» и «Школы и образование» написаны З. Г. Самодуровой).
- Культура Византии. вторая половина VII—XII в. — М.: «Наука», 1989. — 678 с. (разделы «Естественнонаучные знания» и «Школы и образование» написаны З. Г. Самодуровой).
- Византия между Западом и Востоком. Опыт исторической характеристики. — СПб.: «Алетейя», 2001—544 с. ISBN 5-89329-068-2 (раздел «Роль византийской школы в организации системы обучения в окружающих империю странах в VII—XII вв.» написан З. Г. Самодуровой).

#### Основные статьи
- Самодурова З. Г. Хроника Петра Александрийского // Византийский Временник — Т. 18 (43), 1961 — С. 150—197.